# Баррейрас (микрорегион)

Баррейрас на карте

Баррейрас (порт. Microrregião de Barreiras) — микрорегион в Бразилии, входит в штат Баия. Составная часть мезорегиона Крайний запад штата Баия. 
Население составляет 286 118 человек (на 2010 год). Площадь — 52 821,484 км². Плотность населения — 5,42 чел./км².

## Демография
Согласно сведениям, собранным в ходе переписи 2010 г. Национальным институтом географии и статистики (IBGE), население микрорегиона составляет:						
| Полное население                             | Полное население                             | Полное население                             | Полное население                             | 286 118 |
| -------------------------------------------- | -------------------------------------------- | -------------------------------------------- | -------------------------------------------- | ------- |
| в том числе:                                 | Городское население                          | 216 095                                      | Процент городского населения, %              | 75,53   |
|                                              | Сельское население                           | 70 023                                       | Процент сельского населения, %               | 24,47   |
|                                              | Мужское население                            | 145 115                                      | Процент мужского населения, %                | 50,72   |
|                                              | Женское население                            | 141 003                                      | Процент женского населения, %                | 49,28   |
| Плотность населения, чел/км²                 | Плотность населения, чел/км²                 | Плотность населения, чел/км²                 | Плотность населения, чел/км²                 | 5,42    |
| Население микрорегиона в % к населению штата | Население микрорегиона в % к населению штата | Население микрорегиона в % к населению штата | Население микрорегиона в % к населению штата | 2,04    |

## Статистика
- Валовой внутренний продукт на 2003 год составляет 2 581 181 804,00 реалов (данные: Бразильский институт географии и статистики).
- Валовой внутренний продукт на душу населения на 2003 год составляет 11 582,50 реалов (данные: Бразильский институт географии и статистики).
- Индекс развития человеческого потенциала на 2000 год составляет 0,616 (данные: Программа развития ООН).

## Состав микрорегиона
В составе микрорегиона включены следующие муниципалитеты:
1. Баррейрас
2. Баянополис
3. Католандия
4. Луис-Эдуарду-Магальяйнс
5. Риашан-дас-Невис
6. Сан-Дезидериу
7. Формоза-ду-Риу-Прету